# Vulkansk aske
Vulkansk aske eller tefra består af stenpartikler og mineraler med en kornstørrelse mindre end 2 mm i diameter, der slynges ud af en vulkanåbning. Asken bliver dannet under eksplosiv vulkansk aktivitet, hvor magma og sten i fast form, der findes omkring krateret, pulveriseres til ler- og sandkornstørrelse. Røgsøjlen, som ofte er synlig over en vulkan, består primært af aske og damp. De finkornede partikler kan danne skyer af svævestøv, der kan drive over lange afstande. Samlebetegnelsen for al slags materiale, der slynges ud af en vulkan, er tefra. Kornstørrelser mellem 2 og 64 mm defineres som lapilli, og større partikler er vulkanske bomber. 
Dersom flydende magma bliver slynget ud under tryk, størkner partiklerne som regel i luften, og bliver til vulkansk glas. Tefra-partikler på størrelse med grus bliver ofte kaldt sinder.
Udbrud af store mængder aske vil danne en askekegle. Et lag bestående af vulkansk aske har en tendens til at binde sammen, således at der dannes en bjergart som kaldes tuf.

## Aflejringer
Vulkansk aske er nyttigt til dateringer. Vulkanudbrud er relativt kortvarige og asken indeholder radioaktive isotoper. Dybhavsaflejringer og indlandsisen er rytmiske lag, der kan korreleres med askelag. På Mors og Fur findes nummererede askelag der knytter sig til Nordatlantens åbning, 55 mio. år siden. Noget af asken førte til en opblomstring af brunalgerne diatoméer, der aflejrede sig som moleret.

## Egenskaber
I modsætning til aske som dannes af brændende træ eller andet brændbart materiale, er vulkansk aske hård og abrasiv (slibende). Den er ikke vandopløselig, og leder elektricitet, specielt når den er våd. Under et omfattende askefald, virker himmelen ofte diset eller gulagtig, og lyset kan næsten forsvinde. En askesky som nærmer sig, kan ved første øjekast se ud til at være en almindelig sky – lyn og torden er ofte til stede og luften bærer ofte præg af svovl.

## Farer
Vulkansk aske er ikke giftig, men inhalering af den kan medføre problemer for folk med nedsat luftvejsfunktion, som f.eks. astma og lignende. Den abrasive (slibende) konsistens kan forårsage irritation og kløe i øjnene. Folk som bruger kontaktlinser, bør bruge briller dersom de kommer ud i en situation med vulkansk aske. I tillæg kan kombinationen af vulkansk aske og fugtighed i lungerne, danne et stof beslægtet med flydende cement. Folk i et område med vulkansk aske bør også tage forholdsregler for at filtrere den indåndede luft med en fugtig klud eller en ansigtsmaske.
Den meste dødbringende effekt af vulkansk aske kommer fra pyroklastiske strømme. Disse opstår når et vulkanudbrud skaber et skred af varm aske, gasser og lavadråber, som strømmer i høj hastighed ned over vulkanens sider. I 1902 blev byen St. Pierre på Martinique ødelagt af en pyroklastisk strøm, som dræbte over 29 000 mennesker. Den hede aske, lavadråberne og hvad der ellers kom i vejen, afkøles til bjergarten ignimbrit.

## Vulkansk aske og flytrafik
Tefra eller vulkansk aske har en tendens til at klæbe sig fast på metal og kan derfor være farlig for fly og helikoptere som flyver nær eller gennem askeskyer. 
- Asken kan ridse og sandblæse Cockpittets vinduer
- Askestøv kan skade vinger og styresystem
- Det smeltede askemateriale køles ned i turbinen og kan sætte sig fast på turbinebladene
- I forbrændingskamrene er forbrændingstemperaturen 1.400° C og askepartiklerne smelter ved ca. 1.000° C.

Der findes mange dokumenterede tilfælder af skader på jetfly der har fløjet gennem et askefyldt område. 
Efter et vulkanudbrud i vulkanen Gunung Galunggung på Java i Indonesien i 1982, fløj et British Airways Boeing 747 fly gennem en askesky, som stoppede alle fire motorer. Flyet sank fra 11 000 meter til bare 3 500 meter, før besætningen fik motorerne i gang igen.
Et stigende antal af lignende hændelser førte til at flyindustrien i 1991 oprettede Volcanic Ash Advisory Centers («Rådgivingscentre for vulkansk aske»), forkortet VAAC. Der findes et VAAC for hver af verdens 9 regioner. Centrene kan udstede vejledninger og advarsler, og fungere som et bindeled mellem meteorologer, vulkanologer og flyindustrien.
Kort efter midnat den 14. april 2010 skete der et udbrud i den sydvestlige del af Eyjafjallajökulls kraterområde, og der steg en voldsom sky af vulkanaske og røg flere kilometer til vejrs fra den ulmende vulkan under Eyjafjallajökull-gletsjeren. En stor del af flytrafikken i Nordeuropa måtte indstilles i flere dage. Asken kom ned mod Danmark med knap 200 kilometer i timen via den sydgående jetstrøm over Nordsøen.
Se hvordan vulkan-skyen fra Eyjafjallajökull spreder sig,  på animationen Arkiveret 18. april 2010 hos  Wayback Machine fra Danmarks Miljøundersøgelser / Aarhus Universitet

## Atmosfæriske forhold
De finkornede askepartikler kan forblive højt oppe i atmosfæren i mange år, og spredes over hele verden af vindstrømme i stor højde. Disse partikler bidrager ofte til at skabe spektakulære solnedgange, såvel som andre visuelle fænomener som f.eks. en såkaldt Bishop's Ring, der er en brun eller blålig hale rundt om solen, forårsaget af høje koncentrationer af støv i stratosfæren. I nogen tilfælde kan høje koncentrationer af vulkansk aske også forårsage klimaforandringer.
Under et voldsomt vulkanudbrud kan askepartiklerne gnide så meget imod hinanden, så der dannes statisk elektricitet, der udløses i lyn og torden, som f.eks i udbruddet af Eyjafjallajökull i 2010 og af Calbuco i 2015